# Sephena rufomarginata
Sephena rufomarginata är en insektsart som beskrevs av Melichar 1902. Sephena rufomarginata ingår i släktet Sephena och familjen Flatidae. Inga underarter finns listade i Catalogue of Life.